# Козак Тарас Бульба
Козак Тарас Бульба (італ. Taras Bulba, il cosacco) — італійський історичний пригодницький фільм 1962 року режисера Фердинандо Бальді з Володимиром Медаром, Жаном-Франсуа Порон і Фоско Джачетті. 1970 року вийшов у США під назвою Татари (італ. The Tartars). Фільм розроблений за мотивами однойменного роману Миколи Гоголя 1835 року.

## Акторський склад
- Володимир Медар — Тарас Бульба
- Жан-Франсуа Порон — Андрій Бульба
- Джордж Рейх — Остап
- Лорелла де Лука — Наталка
- Фоско Джакетті — отаман
- Сильвія Сорренте
- Г'юґо Сантана
- Ерно Криса
- Мірко Елліс
- Андреа Скотті
- Дада Ґаллотті